# Hemicrambe socotrana
Hemicrambe socotrana là một loài thực vật có hoa trong họ Cải. Loài này được (A.G. Mill.) Al-Shehbaz mô tả khoa học đầu tiên năm 2004.